# Vliesstoff

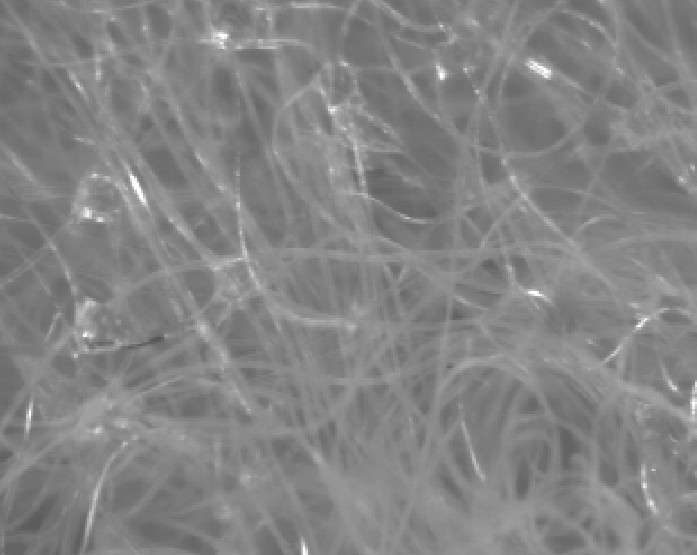
Wirrlagen-Vliesstoff eines Putzlappens unter dem Mikroskop

Ein Vliesstoff ist ein Gebilde aus Fasern begrenzter Länge, Endlosfasern (Filamenten) oder geschnittenen Garnen jeglicher Art und jeglichen Ursprungs, die auf irgendeine Weise zu einem Vlies (einer Faserschicht, einem Faserflor) zusammengefügt und auf irgendeine Weise miteinander verbunden worden sind; davon ausgeschlossen ist das Verkreuzen bzw. Verschlingen von Garnen, wie es beim Weben, Wirken, Stricken, der Spitzenherstellung, dem Flechten und Herstellung von getufteten Erzeugnissen geschieht. Nicht zu den Vliesstoffen gehören Folien und Papiere.
Vliesstoffe sind größtenteils flexible textile Flächengebilde, d. h. sie sind leicht biegsam, ihre Hauptstrukturelemente sind textile Fasern und sie weisen eine vergleichsweise geringe Dicke gegenüber ihrer Länge und Breite auf. Allerdings werden auch Vliesstoffe mit einer verhältnismäßig großen Dicke hergestellt, die räumlichen Gebilden zugeordnet werden müssen (z. B. Vliesstoffe für Dämmstoffe und Polstermaterialien). Ebenso existieren Vliesstoffe, die wegen der verwendeten Fasern (z. B. nicht verspinnbaren Kurzfasern) oder der Verfestigungsverfahren eher Papieren, Folien oder faserverstärkten Kunststoffen als Textilien ähneln.
Vliesstoffe stellen eine Materialgruppe mit einer großen Eigenschaftsvielfalt dar, die durch die Vielzahl von nutzbaren Rohstoffen und Herstellungsvarianten einem breiten Spektrum von Anwendungsanforderungen gezielt angepasst werden kann.

## Begriffsbestimmung
Die Definition der Vliesstoffe unterlag immer wieder Veränderungen, die sich einerseits aus der raschen Entwicklung der Herstellungsverfahren, andererseits aus Anpassungen an internationale Normen und an Definitionen internationaler Organisation der Vliesstoffindustrie, wie der EDANA (gegründet 1971 als European Disposables and Nonwovens Association) und der INDA (gegründet 1968 als International Nonwoven and Disposable Association), ergaben. Insbesondere die Abgrenzung zu traditionellen Produkten der Textilindustrie (wie Filzen) oder Papieren haben Einfluss auf die Definition.
Das Wort Vlies (früher auch Vließ, von lateinisch vellus „Wolle“, „Schaffell“) ist im Deutschen erstmals im 16. Jahrhundert in Zusammenhang mit dem Goldenen Vlies belegt. Bezeichnet wird damit im Bereich der Schafzucht allgemein das Haarkleid des Schafs, insbesondere die abgeschorene, zusammenhängende Wolldecke. Seit dem 19. Jahrhundert bezeichnet der Begriff allgemein ein Flächengebilde, das mehrheitlich aus vereinzelten Fasern besteht, deren Zusammenhalt im Wesentlichen nur durch die ihnen eigene Haftung gegeben ist. Anfänglich ausschließlich auf Karden oder Krempeln erzeugt worden, die hauptsächlich im Rahmen der Garnherstellung zur Faseraufbereitung genutzt wurden. Solche Faservliese aus Spinnfasern bildeten und bilden das Vorprodukt für Watten, Filze und Vliesstoffe. Später kamen Flächengebilde aus direkt nach dem aus Polymerschmelzen oder -lösungen abgelegten Filamenten (Endlosfasern), aus Kurzfasern oder aus gesplitteten Folien als Vliese hinzu, die im Englischen überwiegend mit dem Begriff „web“ beschrieben werden.
Als ein Ausgangspunkt für die Nutzung des Begriffs „Vliesstoff“ kann die Patentschrift Nr. 1062206 der Bundesrepublik Deutschland mit dem Titel: „Verfahren zur Herstellung von Vliesstoffen“ angesehen werden, die 1952 angemeldet wurde. Daraus ist zu entnehmen, dass als Endprodukte, die durch das Aufbringen von filmbildenden Verklebungsmitteln auf Basis wässriger Dispersionen auf Faservliese aus Synthese- und Naturfasern und durch anschließendes Trocknen bei erhöhter Temperatur hergestellt werden, Vliesstoffe entstehen. Vorher wurden die mittels Bindemittel verklebten Faservliese als imprägnierte faserartige Stoffe, kunstlederartige Flächengebilde oder gummierte faserhaltige Flächengebilde bezeichnet. Die durch Vernadeln verfestigten Faservliese werden Nadelfilze genannt.
Trotz dieser schon seit Anfang der 1950er Jahre getroffenen Unterscheidung in das Vor- und Zwischenprodukt „Vlies“ und das Endprodukt „Vliesstoff“ werden oft noch in verkürzender Weise auch Vliesstoffe als Vliese bezeichnet.
In den 1940er und vor allem ab den 1950er Jahren wurde in den USA für ein Produkt auf der Basis eines verfestigten Vlieses der Begriff „nonwoven“ (Nichtgewebtes) und für die neue Produktgruppe „nowoven fabrics“ (nichtgewebte Textilien) eingeführt, dem eine ausführliche Diskussion des Unterkomitees „Nonwovens“ der Amerikan Society for Testing and Materials (ASTM) und der American Association of Textile Chemists and Colorists vorausging, in der kein geeigneterer Begriff gefunden wurde. Obwohl dieser Begriff sprachlich nur eine Abgrenzung zu den Geweben ausdrückte, sollte er eine Unterscheidung zu allen konventionell hergestellten textilen Flächengebilden, also auch Gewirken und Gestricken, darstellen und etablierte sich trotz dieses umstrittenen Darstellungsweise in der internationalen Fachwelt. Er wurde in dieser Art Ausgangspunkt für Definitionen im Französischen, Russischen und in anderen Sprachen.
Der zu dieser Zeit speziell in Großbritannien verwendete Ausdruck „bonded fiber fabrics“ (Faserverbundstoffe) für Vliesstoffe wurde später in der englischsprachigen Fachliteratur wieder fallengelassen. Dagegen wurde insbesondere in deutschen und österreichischen Forschungs- und Lehreinrichtungen (z. B. durch Kurt Meyer, Peter Böttcher, Helmut Jörder und Hermann Kirchenberger) ab Ende der 1950er bis in die 1970er Jahre aufgrund der insbesondere in den RGW-Staaten neben den Vliesstoffen auch rasch entstehenden neuen Flächengebilde unter Verwendung von Fäden (z. B. Malimo) und Kombinationen von verschiedenen textilen Flächengebilden eine Neuordnung auf der Basis der verwendeten textilen Strukturelemente dieser neuen textilen Flächengebilde unter dem Oberbegriff „Textilverbundstoffe“ geschaffen. Dabei ist neben den Begriffen „Fadenverbundstoffen“ und „Schichtverbundstoffen“ auch der Begriff „Faserverbundstoffe“ vorgeschlagen worden, der als synonym für Vliesstoffe verwendet werden sollte. Diese Auffassung wurde in dieser Zeit insbesondere von Radko Krčma vertreten und zu einer detaillierten Systematik ausgearbeitet.
Letztendlich setzten sich diese Überlegungen nicht durch, da mittlerweile in der Industrie und Wirtschaft der Begriff Vliesstoffe genutzt und speziell in zahlreichen Patentschriften genutzt wurde, die den Stand der Technik widerspiegelten. Ab Ende der 1960er Jahre wurde im Rahmen des Deutschen Normenwerkes eine eigene Norm innerhalb der Textilnormen für Vliesstoffe geschaffen, nachdem schon in der DIN 60 000:1969, die die Grundbegriffe der Textilien zum Inhalt hat, Vliesstoffe kurz als flexible Flächengebilde, die durch Verfestigung von Faservliesen hergestellt sind, definiert worden sind. In dieser neuen DIN 61 210:1970 mit dem Titel „Faservliese – Vliesstoffe – Technologische Einteilung“ wurde ausdrücklich vermerkt, dass damit eine Abgrenzung zu „klassischen“ Textilerzeugnissen und der nach diesen neueren Verfahren Textilerzeugnisse untereinander ermöglicht werden sollte.
Diese Norm DIN 61 210 wurde 1982 durch eine wesentlich erweiterte und überarbeitete Ausgabe mit dem Titel Vliese, verfestigte Vliese (Filze, Vliesstoffe, Watten) und Vliesverbundstoffe auf Basis textiler Fasern – Technologische Einteilung ersetzt. Diese Norm wurde zwar 2007 ersatzlos zurückgezogen, bildet aber das Grundgerüst für die Unterteilung von Vliesstoffen nach Herstellungsverfahren im deutschsprachigen Raum. Der Inhalt stimmt im Wesentlichen mit der seit 1993 existierenden ISO-Norm 11 224 mit dem Titel „Textiles – Web formation and bonding in nonwovens –Vocabulary“ bzw. deren 2. Ausgabe von 2003 überein.
Eine weitere Präzisierung der Definition des Begriffs „Vliesstoff“ und seine Abgrenzung zu anderen Flächengebilden erfolgte mit der DIN 61 210, Teil 2 im Jahre 1988, wobei hier die Abgrenzung zum Papier im Vordergrund stand. Der Vliesstoff wurde als Flächengebilde definiert, das ganz oder zu einem wesentlichen Teil aus Fasern besteht, wobei diese sowohl Spinnfasern oder Filamente (Endlosfasern) und/oder Fasern mit einem Schlankheitsgrad (Verhältnis von Faserlänge in mm zu Faserdurchmesser in mm) von mindestens 300 sein können. Als Verbundart der Fasern untereinander im Vliesstoff werden der Formschluss (durch Verschlingung) und/oder die Kohäsion und/oder die Adhäsion genannt, wobei die charakterbestimmenden Fasern im Vliesstoff orientiert oder wirr angeordnet sein können.
Als wesentliche Abgrenzung zu Papieren, die ebenfalls hauptsächlich aus Fasern bestehen, wurde festgelegt, dass bei einem Anteil zwischen 30 % und 50 % der Fasern, die den Vliesstoffcharakter bestimmen, und der übrige Faseranteil aus papiermäßig aufgeschlossenem Zellstoff besteht, die Rohdichte unter 0,40 g/cm³ liegen muss, um sie den Vliesstoffen zuzurechnen. Beträgt der den Vliesstoffcharakter bestimmende Fasernanteil weniger als 30 % wird unabhängig von der Rohdichte das Erzeugnis nicht zu den Vliesstoffen gerechnet. Trotz dieser Abgrenzung kommt es immer wieder dazu, dass Produkte, die nach dem Nassvliesstoffverfahren hergestellt werden, was dem Verfahren der Papierherstellung ähnelt, einmal als Vliesstoffe, andermal als Langfaser-Spezialpapiere bezeichnet werden.
Eine Abgrenzung zu den ebenfalls auf der Basis von Faservliesen beruhenden Watten und Filzen erfolgte ebenfalls in dieser Norm DIN 61 210-2. Die aus Schichten von Vliesen aufgebauten Produkte zählen zu den Vliesstoffen und nicht zu den Watten, wenn nicht nur eine oberflächliche, sondern auch im Inneren eine weitgehende Verfestigung erfolgt oder wenn zwar vorzugsweise nur die oberflächennahen Schicht, aber dafür vollständig und gleichmäßig verfestigt und geglättet ist. Für die Unterscheidung von Filzen und Vliesstoffen wird auf die DIN 61 205 (2006 ohne Ersatz zurückgezogen) verwiesen, in der für die Unterscheidung zwischen Filz und vernadeltem Filz (Nadelfilz) bzw. vernadeltem Vliesstoff (Nadelvliesstoff) bei ersterem die notwendige Verwendung von filzbaren Fasern genannt wird. Eine Unterscheidung zwischen Nadelfilz und Nadelvliesstoff wird anhand der Dichte vorgenommen. Erzeugnisse mit einer Dichte <0,15 g/cm³ werden danach zu den Vliesstoffen gerechnet, alle mit gleicher oder höherer Dichte zu den Nadelfilzen.
Diese Unterscheidung in Nadelfilz und Nadelvliesstoff wurde in der Nachfolge-Norm DIN EN 29 092:1992 nicht mehr vorgenommen. Es wurden nur noch durch Nasswalken hergestellte Filze von den Vliesstoffen ausgenommen. Noch weiter geht die neueste für die Definition von Vliesstoffe gültige Norm DIN EN ISO 9092, die im Wesentlichen in der Einleitung dieses Artikels beschrieben ist. Dort werden Filze nicht mehr explizit von den Vliesstoffen abgetrennt. Alle Anmerkungen aus der Vorgängernorm von 1992 wurden gestrichen. Nur Papier und Folien wurden von den „Nonwovens“ neben den klassischen Textilien auf Basis von Garnen ausgenommen. Eine Beschreibung, anhand welcher Merkmale eine Unterscheidung Papier/Vliesstoff vorgenommen werden kann, ist nicht mehr in der Norm enthalten. Im Vorwort wird darauf hingewiesen, dass durch Texte dieses Dokuments Patentrechte berührt werden können.
Da die genannten Normen nicht rechtsverbindlich sind, sondern nur empfehlenden Charakter haben, werden auch andere Zuordnungen unter den Begriff Vliesstoffe möglich. Zum Beispiel unterscheiden sich die Definitionen und Klassifikationsgrundregeln der internationalen Gebrauchsnomenklatur, des harmonisierten Systems (HS), von den Hauptkriterien der oben genannten Norm.

## Unterteilung
Eine Unterteilung der Vliesstoffe kann nach sehr unterschiedlichen Kriterien erfolgen und führt deshalb zu einer Vielzahl von Produktbezeichnungen von Vliesen und verfestigten Vliesen, den Vliesstoffen. Oft existieren für gleiche Erzeugnisse unterschiedliche Bezeichnungen, die sich im Laufe der Jahre durch neu entstandene Betrachtungsweisen ergeben haben oder durch neu hinzukommende Verfahren oder Rohstoffe bewirkt wurden. Gegebenenfalls wird im Folgenden darauf hingewiesen. Die nachfolgenden Ausführungen beruhen auf Standardwerken über Vliesstoffe, wie sie in den Einzelnachweisen bzw. dem Literaturnachweis angegeben sind, der früheren DIN 61 210:1982 und der ISO 11 224:2003.

### Unterteilung nach der Faserstoffart
Eine grundlegende Unterscheidung der Faserstoffe erfolgt in
- Naturfasern (pflanzliche Fasern, tierische Fasern und anorganischen Fasern) und
- Chemiefasern aus natürlichen Polymeren, aus synthetischen Polymeren und aus Nichtpolymeren

Dementsprechend unterteilt man in Naturfaser- bzw. Chemiefaservliesstoffe.
Da aus der Angabe der verwendeten Faserstoffart grobe Abschätzungen für die Anwendungseignung der Vliesstoffe hinsichtlich des chemischen, thermischen und textilphysikalischen Verhaltens abgeleitet werden können, wird häufig eine detailliertere Unterteilung (Benennung) vorgenommen.
So bei Vliesstoffen aus:
- pflanzlichen Fasern wie Baumwollvliesstoff, Flachsfaservliesstoff;
- tierischen Fasern, wie Wollfaservliesstoff (Wollfilze);
- aus Chemiefasern anorganischen Ursprungs, wie Glasfaservliesstoff, Basaltfaservliesstoff;
- Chemiefasern aus natürlichen Polymeren pflanzlichen bzw. cellulosischen Ursprungs, wie Viskosefaservliesstoff;
- Chemiefasern aus synthetischen Polymeren, wie Polyestervliesstoff, bei Spinnvliesstoffen oft noch unterteilt in PET (Polyethylenterephthalat)- bzw. PBT (Polybutylenterephthalat)-Vliesstoff, PP (Polypropylen)-Vliesstoff, PA(Polyamid)-Vliesstoff, PE (Polyethylen)-Vliesstoff, PLA (Polylactid)-Vliesstoffe, Aramidfaservliesstoff;
- Chemiefasern aus Nichtpolymeren, wie Edelstahlfaservliesstoff.

Angaben von Fasermischungen sind bei Vliesstoffen gebräuchlich (z. B. Viskose-/Polyesterfaser-Vliesstoff).

### Unterteilung nach der Faserlänge
Eine Unterteilung kann in Spinnfaservliesstoffe, meist nur als Faservliesstoffe bezeichnet, und Endlosfaservliesstoffe (Filamentvliesstoffe) erfolgen. Die gebräuchliche Bezeichnung für den aus Fasern praktisch unbegrenzter Länge hergestellten Vliesstoff ist Spinnvliesstoff.

### Unterteilung nach der Faserfeinheit
Eine exakte Definition für die Einteilung von Vliesen bzw. Vliesstoffen aufgrund der Feinheitsbereiche der zur Vliesbildung verwendeten Fasern existiert nicht. Trotzdem werden Benennungen von Vliesstoffen in Verbindung mit Feinheitsbereichsbezeichnungen insbesondere bei Vliesstoffen für Filtrations- und Sperrschichtanwendungen vorgenommen, da damit eine gewisse Vorauswahl für die Eignung abgeschätzt werden kann. Je geringer der Faserdurchmesser in Mikrometer (µm) oder Nanometer (nm) oder die längenbezogene Masse in tex bzw. dtex, umso dichter liegen die Fasern im Vliesstoff bei gleicher Flächenmasse zusammen. Die Porengröße des Filtervliesstoffes wird verringert.
Die Bezeichnung Feinfaservliesstoff (auch Feinstfaservliesstoff) oder Mikrofaservliesstoff wird meist für einen Vliesstoff verwendet, bei dem die Fasern einen Durchmesser zwischen ein und zehn Mikrometer (µm) bzw. 0,1 und 1 dtex aufweisen. Als Nanofaservliesstoffe werden häufig schon Vliesstoffe bezeichnet, bei denen die Fasern einen Durchmesser von unter 1 µm (1000 nm) aufweisen. Es existieren auch Vorschläge, erst bei Faserdurchmessern unter 500 nm oder unter 300 nm diese als Nanofaservliesstoffe zu bezeichnen, da in anderen technischen Bereichen zu den Nanostrukturelementen nur solche mit einem Durchmesser unter 100 nm gezählt werden. Meistens weisen diese Vliese bzw. Vliesstoffe im Nanobereich keine Fasern mit einem bestimmten Durchmesser, sondern eine Mischung mit unterschiedlichen Durchmessern auf.

### Unterteilung nach der Faserorientierung
Nach Orientierung der Fasern im Faservlies, die sich letztendlich in etwa im Vliesstoff wiederfindet, unterscheidet man:
- Orientierte Vliese bzw. Vliesstoffe, bei denen die Fasern sehr stark in einer Richtung orientiert sind. Bei Längsvliesen- bzw. Längsvliesstoffen (längsgelegten Vliesen bzw. Vliesstoffen) liegt dann der überwiegenden Teil der Fasern in Längsrichtung des erzeugten Vliesstoffes (in Maschinenlaufrichtung der Herstellungslinie, im Englischen „machine direction“ – MD). Bei Quervliesen- bzw. Quervliesstoffen (quergelegten Vliesen bzw. Vliesstoffen) liegt der überwiegende Teil der Fasern in Querrichtung (im Englischen „cross direction“ – CD). Dieses MD/CD-Verhältnis wird sehr häufig zur Charakterisierung von Vliesstoffen angegeben.
- Kreuzlage-Vliese bzw. -Vliesstoffe, bei denen durch ein Übereinanderlegen von einzelnen Faserfloren oder Vliesen mit einer Längsorientierung der Fasern zum Gesamtvlies mittels Kreuzlegern die Fasern vorzugsweise in zwei Richtungen orientiert sind.
- Wirrlage-Vliese bzw. Wirrlage-Vliesstoffe (häufig auch nur als Wirrvliese bzw. Wirrvliesstoffe bezeichnet), bei denen die Spinnfasern bzw. die Filamente jede beliebige Richtung einnehmen können, d. h. relativ gleich verteilt in allen Richtungen des Vliesstoffes vorliegen.

Bei den Wirrlage-Vliesstoffen spricht man auch von isotropen Vliesstoffen, bei den orientierten Vliesstoffen von anisotropen Vliesstoffen. Das spiegelt sich insbesondere in dem isotropen bzw. anisotropen mechanischen Verhalten der Vliesstoffe wider.

### Unterteilung nach dem Herstellungsverfahren
Die Unterteilung nach dem Herstellungsverfahren wird am häufigsten zur Darstellung des Gebietes der Vliesstoffe angewendet. Dabei erfolgt eine weitere Aufgliederung in die Verfahren der Vliesbildung und die der Vliesverfestigung. Immer häufiger werden bei der Vliesstoffherstellung sowohl Kombinationen der Vliesbildung und als auch Kombinationen der Vliesverfestigung angewendet. Eine einheitliche Systematik für die Vlies- und Vliesstoffherstellungsverfahren und der daraus abgeleiteten Bezeichnung für Vlies und Vliesstoffe hat sich bisher nicht durchgesetzt.

#### Vliesbildung
Eine Unterteilung der Verfahren der Vliesbildung kann entsprechend der DIN 61 210 wie folgt vorgenommen werden:
- Als mechanisch gebildete Vliese werden solche bezeichnet, die aus von Karden oder Krempeln abgenommenen Floren, die zu Vliesen übereinandergelegt werden, oder direkt von diesen Kardiermaschinen gebildet werden. Es handelt sich dabei generell um Vliese aus Spinnfasern. Für diese Vliese existieren die Bezeichnungen Krempelvliese oder Trockenvliese, da sie auf trockenem Wege erzeugt werden. Je nach der Ablageart der Vliese entstehen Orientierte Vliese oder Kreuzlagevliese, bei Verwendung von speziellen Krempeln Wirrlagevliese.
- Als aerodynamisch gebildete Vliese werden solche bezeichnet, die aus Fasern mittels eines Luftstromes auf einer luftdurchlässigen Unterlage gebildet werden.
  - Werden die Vliese aus Spinnfasern oder auch Kurzschnittfasern sowie Flockzellstoff gebildet, werden sie als Trockenvliese bezeichnet. Es entstehen generell Wirrlagevliese und nach entsprechender Verfestigung Trockenvliesstoffe oder Wirrlagevliesstoffe.
  - Werden Vliese aus Fasern, die direkt aus durch Düsen hindurchtretenden Polymerschmelzen ersponnen und mittels heißer Luftströme bis zum Zerreißen verstreckt werden, durch unmittelbares Ablegen gebildet, entstehen sogenannte Schmelz-Blas-Vliese bzw. Meltblown-Vliese. Sie bestehen meist aus längeren Spinnfaser ähnlichen Endlosfaserabschnitten, aber auch aus einer Mischung mit Endlosfasern oder vollständig aus Endlosfasern. Die darauf aufbauenden verfestigten Vliese werden meist als Meltblown-Vliesstoffe bezeichnet.
  - Werden Vliese aus Fasern, die aus durch Düsen hindurchtretende Polymerschmelzen ersponnen und mittels kalter Luft und/oder mechanisch verstreckt werden, durch unmittelbares Ablegen gebildet, bezeichnet man sie als Spinnvliese bzw. nach der Verfestigung als Spinnvliesstoffe. Die Begriffe Spunlaid-Vliese bzw. für die verfestigten Vliese Spunlaid- oder Spunbonded-Vliesstoffe im Gebrauch. Die Vliese bauen sich dabei ausschließlich aus Filamenten bzw. Endlosfasern auf.
  - Wegen der geringen Festigkeit der Einzelfasern werden Meltblown-Vliese häufig nur im schichtenweisen Verbund mit Spinnvliesen hergestellt, es entstehen so zum Beispiel Spinnvlies-Meltblownvlies-Spinnvlies (SMS), die die Grundlage für die sogenannten SMS-Vliesstoffe bilden.

- Als hydrodynamisch gebildete Vliese werden solche bezeichnet, bei denen die Fasern in Wasser aufgeschwemmt werden und auf einer wasserdurchlässigen Unterlage abgelegt werden. Werden kürzere Spinnfasern, aber auch Flockzellstoff verwendet, bezeichnet man die Vliese als Nassvliese. Die anschließend verfestigten Vliese als Nassvliesstoffe. Das Verfahren wird auch häufig als Nassverfahren bezeichnet. Wenn Endlosfasern, die direkt aus Polymerlösungen ersponnen, gegebenenfalls verstreckt werden, mittels Wasser zu einem Vlies abgelegt werden, erhält man Nass-Spinnvliese bzw. in verfestigter Form Nass-Spinnvliesstoffe.

- Als elektrostatisch gebildete Vliese werden solche bezeichnet, deren Fasern aus Polymerlösungen oder -schmelzen unter Einwirkung eines elektrischen Feldes gebildet und abgelegt werden. Es entstehen sogenannte Feinstfaservliese oder Nanofaservliese.

Eine andere, sehr häufig verwendete Unterteilung der Vliesbildungsverfahren stellt Trockenverfahren, Nassverfahren und Extrusionsverfahren nebeneinander.
Dem Trockenverfahren werden dann nur die oben schon genannten mechanisch und aerodynamisch Vliesbildungsverfahren auf Spinnfaserbasis, dem Nassverfahren das hydrodynamische Vliesbildungsverfahren auf Spinnfaserbasis zugeordnet. Den Extrusionsverfahren zur Vliesbildung wurden dabei anfänglich nur solche zugeordnet, die auf Polymerschmelzen beruhten, also die Bildung von den schon oben genannten Schmelz-Blas-(Meltblown)-Vliesen und Spinnvliesen aus Endlosfasern, die Bildung von Feinstvliesen durch Elektrospinnen und von Foliefaservliesen, die durch Fibrillierung von extrudierten Folien erzeugt werden. In neueren Systematiken ordnet man den Extrusionsvliesen auch solche zu, bei denen eine Vliesbildung aus direkt aus Polymerlösungen gebildeten Fasern nach dem Elektrostatikspinnverfahren oder dem sogenannten Flash-Spinning-Verfahren (Entspannungsverdampfungs-Spinnvliesverfahren) erfolgt.
Eine schematische Darstellung der Vliesbildungsverfahren (web formation), wie trockengelegte Vliese (drylaid) sowohl nach dem mechanischen (carded) als auch nach dem aerodynamischen (airlaid) Verfahren, Vliese aus der Polymerschmelze (Spinnvliese, Spunmelt) und nassgelegte Vliese (wetlaid), ist auf der Homepage der internationalen Vliesstofforganisation EDANA zu finden.

#### Vliesverfestigung
Die Verfahren der Vliesverfestigung, d. h. die Umwandlung eines Faservlieses in einen Vliesstoff durch das Erzeugen eines festeren Verbundes zwischen den Fasern als er im Vlies vorliegt, werden meist in mechanische, chemische und thermische unterteilt.
- Bei den mechanischen Verfestigungsverfahren wird der Verbund der Fasern durch Reibschluss oder durch eine Kombination von Reib- und Formschluss hergestellt.
  - Bei der Reibschluss-Bindung wird durch eine Vliesverdichtung der Abstand der benachbarten Fasern gegenüber dem im Vlies verringert. Damit wird die Haftung der Fasern aneinander erhöht und es können höhere Kräfte übertragen werden. Der Widerstand des Vlieses gegen Verformung wird höher, es wird fester. Erreicht werden kann die Verdichtung durch Schrumpfen aller Fasern oder eines Anteils, wenn die Fasern schrumpffähig bei Einwirkung von Wärme und/oder einem Quellmittel sind. Es entstehen Schrumpfvliesstoffe oder Quellvliesstoffe. Ebenso kann das Verdichten durch Pressen (meistens Kalandern) oder durch Walken erfolgen, bei welchem die Fasern des Vlieses filzfähig sein müssen und durch gleichzeitige thermische, chemische und mechanische Einwirkungen untereinander verfilzen. Durch das Walken entstehen Filze bzw. Walkvliesstoffe.
  - Bei den durch Kombination von Reib- und Formschlussbindung erzeugten Vliesstoffen werden die Fasern des Vlieses durch mechanische Einwirkungen miteinander verschlungen.
    - Dieses Verschlingen der Fasern und damit das Verdichten und Verfestigen des Vlieses kann durch Vernadeln erfolgen, in dem eine Vielzahl von speziellen, in einem Nadelbrett oder -balken angeordneten Nadeln (Widerhakennadeln, Gabelnadeln) ein- und ausgestochen wird. Es entstehen Nadelvliesstoffe. Diese Art der Verfestigung kann sowohl für Vliese aus Spinnfasern oder Endlosfasern erfolgen.
    - Bei der Verwendung von Schiebernadeln zum Durchstechen des Vlieses können Faserbüschel „vermascht“ werden, d. h. sie nehmen schlingenförmige Anordnungen („Maschen“) ein. Dazu werden Querlagevliese aus Spinnfasern verwendet. Durch das Faser-Vlieswirkverfahren entstehen Faservliesstoffe wie Malivlies.
    - Das Verschlingen der Fasern kann aber auch durch ein Verwirbeln erfolgen, indem z. B. fokussierten Hochdruckwasserstrahlen auf ein Vlies einwirken, das über eine flüssigkeitsdurchlässige Unterlage geführt wird. Es entstehen dadurch sogenannte wasserstrahlverfestigte Vliesstoffe (auch als Wirbelvliesstoffe, Spunlaced-Vliesstoff oder hydroentangled nonwovens bezeichnet). Dabei werden orientierte Vliese oder Wirrfaservliese aus Spinnfasern (auch unter Zugabe von Flock-Zellstoff), aber auch Spinnvliese mit diesem Prinzip verfestigt.

- Bei den chemischen Verfestigungsverfahren wird der Verbund der Fasern durch Stoffschluss mittels Zusatzstoffen hergestellt. Die Verbindung der Fasern mittels Zusatzstoffen, sogenannten Bindemitteln, wird auch als adhäsive Bindung bezeichnet. Bei der überwiegenden Anzahl der chemischen Verfahren wird das Bindemittel in flüssiger Form (z. B. Polymerdispersionen) auf dem Faservlies appliziert und durch eine anschließende Wärmebehandlung (Trocknung, Kondensation, Polymerisation) ausgehärtet, wodurch das Vlies verfestigt wird. Das Applizieren des flüssigen Bindemittels kann durch Imprägnieren (z. B. mittels Foulard), durch Besprühen, Pflatschen bzw. Rakeln oder Bedrucken erfolgen. Durch diese Verfahren können Vliese aller Art verfestigt werden. Sie werden allgemein als adhäsiv gebundene Vliesstoffe bzw. binderverfestigte (bindemittelverfestigte)Vliesstoffe oder detaillierter entsprechend der Auftragsart z. B. als Sprühvliesstoffe oder bindmittelbedruckte Vliesstoffe bezeichnet. Der Anteil des Bindemittels bezogen auf die Fasermasse des Vlieses kann zwischen 5 % (leichte Oberflächenverfestigung) und bis zu 150 % (z. B. Schuhversteifungsvliesstoffe) liegen. Mit diesen Verfahren werden alle Arten von Vliesen verfestigt.
- Zu den chemischen Verfahren mit Stoffschluss können auch solche gerechnet werden, bei denen die festen Bindemittel bzw. die Hauptfaserkomponente an der Oberfläche zeitweilig durch das Einwirken von Lösungsmitteln aufgelöst bzw. angelöst werden und sich nach dem Verdunsten bzw. Verdampfen des Lösungsmittels mit den Fasern bzw. die Fasern untereinander verbinden. Es entstehen Faservliesstoffe.

- Bei den thermischen Verfestigungsverfahren wird der Verbund der Fasern ebenfalls durch Stoffschluss hergestellt, wobei oft noch zwischen adhäsivem und kohäsivem Verbund unterschieden wird. Voraussetzungen sind thermoplastische Zusatzkomponenten oder thermoplastische Fasern.
  - Bei der adhäsiven Verfestigung werden dem Vlies Bindemittel in fester Form als Faser oder Pulver beigegeben. In Faserform können separate „Bindefasern“ schon während des Vliesbildungsprozesses beigemischt werden, wie niedrigschmelzende Spinnfasern in Faservliesen bzw. Beimischung von Elementarfäden aus einer Variante mit niedriger Schmelztemperatur gegenüber der Hauptfaserkomponente (z. B. bei manchen Polyesterspinnvliesstoffen aus zwei unterschiedlichen Polyestern) oder das Vlies ganz aus Bikomponentenfasern gebildet werden, von denen die niedrigschmelzende Komponente als Bindemittel fungiert. Das thermoplastische Bindemittel wird durch eine thermische Behandlung, z. B. durch Heißluftdurchströmung (Thermofusion) oder Thermokalandrieren mittels gravierten und/oder glatten Walzen, bei dem neben der Wärme gleichzeitig Druck einwirkt, in einen klebrig-flüssigen Zustand gebracht, so dass es die Hauptfaserkomponenten verbindend umschließen kann und nach der Abkühlung eine feste Verbindung schafft. Eingesetzt wird auch das Ultraschallschweißen, wodurch sehr gut örtlich begrenzte Erweichungen der thermoplastischen Fasern im Vlies und damit lokale Verfestigungspunkte im Vliesstoff geschaffen werden. Verfestigt werden mit diesem thermischen Verfahren sowohl Faservliese (mittels der Thermofusion Vliese bis zu Flächenmassen von 4000 g/m²) als auch Spinnvlies, wenn sie über die entsprechenden adhäsiven Komponenten verfügen. Es können damit auch Faservliese aus Natur- oder nichtthermoplastischen Chemiefasern verfestigt werden, wenn thermoplastische Komponenten beigemischt sind.
  - Bei der kohäsiven Verfestigung werden rohstoffgleiche, thermoplastische Fasern ohne ein zusätzliches Bindemittel miteinander gebunden. Es erfolgt ein Verschweißen der Fasern, in dem sie durch zeitweiliges Einwirken einer erhöhten Temperaturen erweichen und sich die benachbarten Fasern an den Berührungspunkten verbinden. Sehr häufig erfolgt die Verbindung unter gleichzeitiger Druckeinwirkung. Vor allem leichte Faservliese und leichte Spinnvliese werden durch beheizte Prägekalander, aber auch durch Ultraschall-Schweißanlagen auf diese Art und Weise verfestigt.

Eine schematische Darstellung einiger Vliesverfestigungsverfahren (web bonding), wie die chemische Vliesverfestigung mittels flüssiger Bindemittel (chemical bonding), die thermische Vliesverfestigung mit Kalander (thermal bonding, calendering) oder die mechanische Vliesverfestigung durch Vernadeln (mechanical bonding, needlepunching), ist auf der Homepage der internationalen Vliesstofforganisation EDANA zu finden.

### Unterteilung nach der Anordnung der Bindestellen
- Als durchgehend verfestigte Vliese werden solche bezeichnet, bei denen die Bindestellen gleichmäßig über die Länge, Breite und Dicke verteilt sind. Bei vielen Vliesstoffen wird angestrebt, dass sich Bindestellen möglichst an den Kreuzungsstellen der Fasern anordnen (sogenannte Bindersegel bilden), was allerdings bei Zugabe von vor allem flüssigen Bindemitteln nicht immer gelingt. Es bildet sich bei bestimmten Trocknungsbedingungen durch die Migration des Bindemittels eine Art poröser Bindemittelfilm an der Oberfläche des Vliesstoffes aus.
- Als örtlich verfestigte Vliese werden solche bezeichnet, bei denen die Verbindung der Fasern örtlich begrenzt nach einer Art Muster erfolgt. Dazu können z. B. Prägekalander, Ultraschallanlagen oder Verfahren des Bindemitteldrucks eingesetzt werden. Die so hergestellten Vliesstoffe werden Prägevliesstoffe oder binderbedruckte Vliesstoffe bezeichnet.
- Als oberflächig verfestigte Vliese werden solche bezeichnet, bei denen mit dem Bindemittel gezielt nur die Fasern der oberflächennahe Schichten verbunden werden. Vliesstoffe dieser Verfestigungsart werden als Sprühvliesstoffe bezeichnet.

## Anwendung
Vliesstoffe stellen aufgrund der Vielzahl der verwendbaren Rohstoffe (Fasern, Bindemittel, Zusatzstoffe), der zahlreichen Herstellungsverfahren und deren Kombinationen sowie zusätzlicher Ausrüstungsverfahren und dem damit verbundenen breiten Eigenschaftsspektrum eine Materialgruppe mit vielfältigen Anwendungsmöglichkeiten dar. Oft ist ihre Anwendung für den Verbraucher und Anwender von Erzeugnissen nicht unmittelbar sichtbar, da sie in komplexe Produktkonstruktionen einbezogen werden. Eine Zuordnung zu bestimmten Anwendungsbereichen (Marktsegmenten) wird nicht immer einheitlich gehandhabt. Im Folgenden werden Beispiele für Anwendungsfälle von Vliesstoffen angeführt, wobei z. T. die anwendungstechnische Bezeichnung des Vliesstoffes, z. T. nur das Erzeugnis genannt wird, in dem ein oder mehrere Vliesstoffarten zum Einsatz kommen. Im Folgenden werden einige ausgewählte Anwendungsbeispiele genannt. Eine umfangreiche Darstellung mit detaillierter Beschreibung der Vliesstoffarten und der für die Anwendung notwendigen Eigenschaften ist in der Literatur zu finden.

### Vliesstoffe für Hygieneprodukte
- Babywindeln
- Inkontinenzprodukte für Erwachsene (Hilfsmittel bei Harn- bzw. Stuhlinkontinenz)
- Damenhygieneerzeugnisse (Damenbinde, Tampon, Slipeinlage)

### Vliesstoffe für Produkte der persönlichen Pflege
- Pflegetücher für die Haut (als Feuchttücher getränkt mit Pflegelotion)
- Enthaarungsstreifen

### Vliesstoffe für Medizinprodukte
- OP-Abdecktuch
- Einmal-Schutzkittel, Schutzhauben
- Mund-Nasen-Schutz
- Verbandmittel
- Pflaster
- Basismaterial für Tissue Engineering

### Vliesstoffe für Reinigungsprodukte im Haushalt- und Objektbereich
- Mehrweg-Reinigungstücher für die Bodenreinigung
- Basisvliesstoff für Syntheseleder-Tücher
- Mikrofasertuch
- Scheuermedien
- Staubsaugerbeutel

### Vliesstoffe für Heimausstattung
- Abdeck- bzw. Füllvliesstoff bei Polstermöbeln
- Fußbodenbelag und Trägermaterial bzw. Zweitrücken bei Tuftingteppichböden
- Vliestapete
- Jalousie und Rollo
- Trägermaterial für Furnier
- Trägermaterial für Kunststofftischdecken

### Vliesstoffe für Bekleidung
- Einlagevliesstoff für die Formgebung und Versteifung in verschiedenen Bekleidungsteilen
- Chemikalien- und Staubschutzanzüge
- Wärmeisolationsvliesstoffe in Bekleidung (siehe z. B. Thinsulate)
- Trägermaterial für Kunstleder zur Schuhherstellung
- Versteifungsmaterialien für Schuhkappen

### Vliesstoffe für technische Anwendungen

#### Bauwesen
- Tiefbau (Geokunststoffe und Geotextilien)
  - Dränschicht
  - Trennschichten (z. B. Planumsschutzschicht im Gleisbau)
  - Begrünungshilfe an Erddämmen (Erosionsschutz)
  - als Durchwurzelungsschutz und zur flächigen Druckverteilung als Unterlage beim Bau von Folienteichen
- Hochbau
  - Dachbahnenträgermaterial
  - Dachunterspannbahn
  - Trägermaterial für Fugendichtbänder
  - Rissbrückenband und Renovierungsvliese
  - Vliesstoffe zur Wärmedämmung und Trittschalldämmung
  - Schutzumhüllung von Isolationsmaterialien
  - Malervlies als Schutzfolie bei Maler-, Verputz- oder Reinigungsarbeiten

#### Filtration
- Filtervliesstoffrollen sowie Beutelfilter für Kühlschmiermittelfilteranlagen, industrielle Abwasserfiltrationsanlagen und Teichfilteranlagen
- Papiermaschinenbespannungen zur Entwässerung des Papierbreies
- Passiertücher zur Anwendung in Lebensmittelzubereitung oder als Filterscheiben oder Filterschläuche für die Grobreinigung der Milch in Kuhställen
- Filtermaterialien für Filterkerzen und Filterschläuche zur Reinigung (Entstaubung) industrieller Abluft
- Filtermaterialien für Filterelemente zur Reinigung der Raum- und Prozessluft (z. B. Taschenfilter, Kassettenfilter, Schwebstofffilter)
- Filtermaterialien mit Zusatzausrüstung wie Aktivkohle oder Zeolithen zur Gassorption
- Trägermaterialien zur Herstellung von Membranen für Filterelemente
- Atemschutzmaske
- Staubsaugerfilter
- Filtermaterial für Küchenabzugshauben

#### Fahrzeugbau
- als Dekorstoff und zur Stabilisierung und Abdeckung des Schaumstoffkerns in Dachhimmelkonstruktion
- Sperrschicht zwischen Dekorstoff und Kunststoff bei Hinterspritzen von Verkleidungsteilen (z. B. für ABC-Säulen)
- Sitzpolsterkonstruktionen
- Schall- und Wärmeisolationsteile und Verkleidungsteile im Motor-, Fahrgast- und Kofferraum
- Filtermaterialien für Luft-, Öl-, Kraftstoff- und Innenraumfilterelemente
- Trägermaterial für Klebebänder für die Umwicklung von Kabelbäumen

#### Kunststoffindustrie
- Vliesstoffe für die Oberflächenvergütung bei der Herstellung von Faserverbundwerkstoffen nach dem Wickelverfahren, der Pultrusion und beim Handlaminieren
- Vliesstoffe für das Vakuuminjektionsverfahren (englisch Breather oder Bleeder)
- Vliesstoffe in Kombination mit expandierten Partikeln (Microspheres) als Kernmaterialien in Leichtbauteilen

#### Elektrotechnik
- imprägnierte flexible Mehrschicht-Isolierstoffe (z. B. Vliesstoff-Folie-Vliesstoff)
- Prepregs, d. h. mit Elektroisolierharzen vorimprägnierte Vliesstoffe für die Isolierung in elektrischen Maschinen und Transformatoren
- Verarbeitungshilfe bei Glimmerbändern
- Kabelvliesstoffe in halbleitender und nichtleitender Ausführung in Kombination mit Superabsorbern als Wasserblocker bei beschädigten erdverlegten Kabeln („Quellvliesstoffe“)
- leitfähige Vliesstoffe als Schirmung in Kabeln
- Thermo-, Trenn-, Fixier- und Nagetierschutzlagen in Kabeln
- Batterieseparatoren
- Vliesstoffe aus Carbonfasern in Gasdiffusionslagen von Brennstoffzellen zur Zu- und Abführung der Reaktionsedukte, -produkte und der freien Elektronen

#### Landwirtschaft und Gartenbau
- Verfrühungs- und Schutzvliesstoffe für das Temperaturmanagement
- Vliesstoffe zur chemikalienlosen Unkrautbekämpfung (Pflanzenvlies)
- lichtabsorbierende oder reflektierende Vliesstoffe zum Lichtmanagement
- Vliesstoffe als Insektenschutz
- Bewässerungsvliesstoffe auf Gewächhaustischen
- Pflanzenaufzuchtpots

#### Verpackung
- Nahrungsmittelverpackung (z. B. Aufsaugmaterialien bei Fleischverpackung)
- Teebeutel
- Briefumschlag
- Sack und Tragetasche
- Sterilisationsverpackung
- Schutzschichten bei Verpackung zum Oberflächenschutz empfindlicher Produkte
- Trockenmittelbeutel

## Historische Entwicklung der Vliesstoffherstellung

### Von den Ursprüngen bis 1850
Das Vlies als Flächengebilde bildet schon seit einigen Tausend Jahren das Vorprodukt für ausreichend feste und damit gebrauchsfähige textile Flächengebilde, die wir seit Mitte des 20. Jahrhunderts unter dem Begriff Vliesstoffe zusammenfassen.
Woll- oder Haarfilze, die ursprünglich unter Zuhilfenahme solcher „chemischer Hilfsmittel“ wie heißem Wasser, Harn und Molke, durch Stampfen mit den Füßen und durch Klopfen von aus tierischen Haaren bestehenden Faserschichten (Vliesen) erzeugt wurden, zählen sicherlich zu den ältesten, von Menschen gefertigten textilen Flächengebilden und zu den Ursprüngen der Vliesstoffe. Funde aus verschiedenen Gegenden der Erde (Zentralasien, Skandinavien, Norddeutschland und Sibirien) von Produkten aus Filz werden auf die Jahre 1500–1000 v. Chr. datiert.
Ebenso können die handgeschöpften Langfaserpapiere, wie sie in China schon in Zeiten vor dem Jahr 1000 zu Kleidungsstücken (z. B. Kimonos) verarbeitet wurden, wie auch die weniger bekannten Tapas aus Baumrindenbestandteilen in Polynesien und Melanesien, die zur Anfertigung von Bekleidung genutzt wurden, als Vorstufen der Vliesstoffe angesehen werden. Als eine frühe Form eines Vliesstoffes aus Filamenten (Spinnvliesstoff) kann ein von den Chinesen ebenfalls schon um das Jahr 1000 genutztes Verfahren angesehen werden, bei dem man den von der Raupe des Seidenspinners erzeugten Faden auf eine flache Unterlage abtropfen und nicht zu einem Kokon verspinnen ließ. Das erzeugte Flächengebilde wurde z. B. zu Handfächern verarbeitet.
Geleimte Watten sind zumindest schon Anfang des 19. Jahrhunderts in Frankreich bekannt und wurden als Tafeln oder Blätter hergestellt und als Unter- oder Zwischenlagen für Bekleidungsstücke verwendet und können damit als Vorläufer von Einlagevliesstoffen angesehen werden. Vliese aus Baumwolle, Seidenfaserabfällen oder nur Werg, die anfänglich noch mit Hand unter Nutzung eines Fachbogens, später mittels sogenannter Kardätschmaschinen (Karden), die zur Faseraufbereitung in der Garnherstellung schon längere Zeit benutzt wurden und ein kämmendes Aufbereiten von vorgereinigter Faserpelzen bewerkstelligten, sind dabei mit Leimen aus z. B. Kaninchenhäuten verfestigt worden.

### Von 1850 bis 1945
Die Polsterwatten, die aus Reißwolle, d. h. aufbereiteten Alttextilien oder Abfällen aus den textilen Herstellungsprozessen, erzeugt und teilweise durch Verleimung an der Oberfläche verfestigt worden sind, kamen in der zweiten Hälfte des 19. Jahrhunderts auf den Markt und können als Vorläufer heutiger Polstervliesstoffe angesehen werden.
Ebenfalls aus dem Zeitraum Mitte bis Ende des 19. Jahrhunderts wird über die Verfestigung von Faservliesen durch Vernadeln mittels z. B. Widerhakennadeln berichtet. Eine größere Anzahl auf einem sogenannten Nadelbrett oder -balken nebeneinander angeordneter Nadeln durchstechen dabei das Vlies hin- und hergehend. Dadurch werden die Fasern untereinander verschlungen und damit das Vlies zum Vliesstoff oder, wie noch oft bezeichnet, zum Nadelfilz verfestigt. Der Vorteil dieses neuen Verfestigungsverfahrens war, dass dazu keine filzfähigen Fasern, wie sie bei der Herstellung von Walkfilzen notwendig waren, benötigt wurden. Das US-Patent Nr. 123 136 aus dem Jahr 1872 beschreibt eine Maschine, mit der ein Verfestigen von Faservliesen mittels Nadeln möglich wurde. Erste Nadelvliesstoffe aus Jute und Sisal wurden seit den 1890er Jahren in Großbritannien und den USA hergestellt. Man verwendete sie vor allem als Teppichunterlagen. Hersteller von Nadelmaschinen zur Vliesverfestigung waren seit dieser Zeit die Fa. Bywater, Großbritannien, und Hunter, USA.
Beginnend um 1900, verstärkt ab Mitte der 1930er Jahre, gab es eine zunehmende Anzahl von Patenten sowohl in Deutschland als auch den USA und Großbritannien, die sich mit dem Verfestigen von Faservliesen durch Klebemittel (Bindemittel) befassten. Die Vliesherstellung erfolgte auf den für die Garnherstellung genutzten Faseraufbereitungsmaschinen, wobei die Faserflore (Vliese) direkt am Ende der Krempel oder Karde auf ein sich in Maschinelaufrichtung bewegendes Transportband aufgelegt wurden. Es entstanden sogenannte Parallelvliese mit überwiegenden in Längsrichtung ausgerichteten Fasern, was letztendlich zu einer Anisotropie vor allem der mechanischen Eigenschaften führte. Für das Einbringen des Bindemittels in das Vlies wurde häufig auf aus der Textilveredlung bekannte Maschinen und chemische Mittel zurückgegriffen, die aus der Veredlung traditioneller textiler Flächengebilde bekannt waren. Ziel war meistens einen Lederersatz zu schaffen. Inwieweit die Patente kommerziell realisiert wurden, ist allerdings nicht immer bekannt geworden. Auf jeden Fall genutzt wurde das von Adolf Schoeler angemeldete deutsche Patent Nr. 544 324 aus dem Jahre 1928, nach welchem schon ab 1928 durch Klebemittel (z. B. Guttapercha) verfestigte Vliesstoffe von der Firma WEIKA, einem Vorgänger der heutigen KALFF Vliesstoffe GmbH, unter dem Markennamen Capama-Stoffe, die als Zwischenfutter, Verstärkungs-, Polster- und Deckbrandsohlenstoff für die Schuhherstellung verwendet wurden.
Bedeutend für die Anfänge der Vliesstoffherstellung in Deutschland wurden die ab Mitte der 1930er Jahre geführten Entwicklungsarbeiten durch Carl Ludwig Nottebohm bei der Fa. Carl Freudenberg, Weinheim, zur Herstellung von Vliesstoffen. Nottebohm bot im April 1936 seine Entwicklungsarbeiten dem Unternehmen als Möglichkeit zur Kunstlederproduktion an. Ab 1937 wurde bei Freudenberg ein Kunstleder auf Basis eines Vliesstoffes aus einheimischen Rohstoffen unter Verwendung von cottonisiertem Hanf (d. h. Hanfkurzfasern) und Zellwolle (Viskosefasern) und einer Polyvinylacetatdispersion als Bindemittel hergestellt, was den damaligen Autarkiebestrebungen entgegenkam. Nach dem Zweiten Weltkrieg ging das Interesse an Kunstleder in Deutschland wieder zurück, da Leder-Importe wieder möglich wurden. Deshalb nutzte man die bei Freudenberg vorhandenen Anlagen zur Herstellung von Einlagevliesstoffen und Wischtüchern auf Vliesstoffbasis, die ab 1948 unter den Markennamen Vlieseline und Vileda auf dem Markt kamen.
Im Gegensatz zu Deutschland, wo die Vliesbildung für die Vliesstoffherstellung hauptsächlich auf Basis der üblichen textilen Faseraufbereitungstechniken erfolgte, wurde in den USA eher von der Herstellungstechnologie von Papieren für die Vliesstoffproduktion ausgegangen. Schon 1933 sind in den USA durch die Firma Dexter erstmals textile Langfasern aus der Faserbanane (Abacafasern) auf Papiermaschinen zu Vliesstoffen verarbeitet worden, die zur Herstellung von Teebeuteln genutzt worden sind. Während des Zweiten Weltkrieges nutzte man modifizierte Verfahren der Papierherstellung vor allem, um günstig den Überschuss an minderwertiger Baumwolle (Kurzfasern) zu Vliesstoffen zu verarbeiten. Daraus wurden Hygieneartikel wie Taschentücher, Servietten, kosmetische Tücher zur einmaligen Verwendung hergestellt.

### Seit den 1950er Jahren
Ab 1945, aber insbesondere ab Anfang der 1950er Jahre begannen sich immer mehr Unternehmen und Forschungseinrichtungen mit der Erzeugung von Vliesstoffen zu beschäftigen, um Herstellungskosten für Textilien zu sparen und Abfälle oder bisher nicht Verwertbares zu Flächengebilden verarbeiten zu können. Dazu kam die Erkenntnis, dass konventionell hergestellte Textilien für bestimmte Anwendungsfälle überdimensioniert waren. Allerdings waren die euphorischen Erwartungen, alle bisher bekannten Textilien durch Vliesstoffe ersetzen zu können, bald realistischeren gewichen, was auch an der den Vliesstoffen eigenen Ästhetik lag. Frühzeitig konzentrierte man sich daher auf die Nutzung von Vliesstoffen in technischen Anwendungen, wo die Ästhetik nicht so im Vordergrund stand, sondern die Nutzung der Fasereigenschaften und der in breiten Grenzen regulierbaren Struktur.
Da die Mitte der 1940er Jahre zur Verfügung stehenden Karden und Krempeln nur Faserflore erzeugten, deren Fasern sehr stark in Längsrichtung orientiert waren und damit eine Anisotropie der Festigkeitswerte verursachten, was für eine zunehmende Anzahl von Anwendungen ungünstig war, wurden Entwicklungen von leistungsfähigen Kreuzlegern (Quertäflern) aufgenommen (z. B. beschrieben im US-Patent Nr. 2 565 647 „Cross-Laying Machine“ vom 24. Juni 1946), obwohl ähnliche Vorrichtungen schon in früheren Patenten in einfacher Ausführung aus der Filzherstellung (sogenannte Kreuzpelzapparate) bekannt waren. Der Kreuzleger nimmt dabei das Faserflor von der Krempel ab und legt es durch hin- und hergehende Bewegung auf einem quer zu seiner Bewegungsrichtung verlaufendes Ablage- und Transportband ab. Durch die Steuerung der Geschwindigkeit dieses Ablagebandes können die Flächenmasse des entstehenden mehrlagigen Vlieses und der Ablagewinkel der Fasern in diesem Vlies gesteuert werden. Es entstehen Kreuzlagevliese. Ebenso kann durch die Breite des Ablagetisches auch die Vliesbreite gegenüber der von der Krempel abgenommenen Florbreite neu bestimmt werden. Im Laufe der Zeit wurden ständig Verbesserungen an den Vlieslegern hinsichtlich der Legegeschwindigkeit vorgenommen, da diese den gewünschten höheren Vliesstoffherstellungsgeschwindigkeiten in der Gesamtanlage angepasst werden musste. Nur zu Erhöhung der Flächenmasse des Vlieses bei Beibehaltung der Längsorientieren der Krempelflore, deren Flächenmasse zwischen 6–70 g/m² liegen kann, wurden und werden mehrere Krempeln hintereinander angeordnet, um die Flore auf einem Band schichtweise zu einem Vlies, das der Verfestigungseinheit zugeführt wird, abzulegen. Es entstehen sogenannte Parallellagevliese. Die Flächenmasse der unterschiedlich hergestellten Vliese kann je nach Ablageart und Faserart und den angestrebten Eigenschaften des Vliesstoffes zwischen 20 und 2500 g/m² liegen.
Mitte der 1940er begannen die Entwicklungsarbeiten für ein Verfahren zur Vliesbildung von Wirrvliesen, d. h. Vliesen, in denen die Fasern in alle Richtungen in der Ebene verteilt waren, was zu einer Isotropie der Eigenschaften führte, die für eine Vielzahl von Anwendungen günstig war. Wichtig war auch, dass einschichtige Vliese in einem breiten Flächenmassespektrum erzielt werden konnten und damit eine Delamination, wie sie bei Vliesstoffen aus geschichteten Vliesen bei bestimmten Verfestigungsverfahren und Anwendungen auftreten kann, verhindert wird. Man nutzte dabei Luftströme zum Vereinzeln der Fasern statt Wasser, wie es bei der Nassvliestechnologie abgeleitet von der Papierherstellung verwendet wurde. Die Vliesbildung mittels eines aerodynamischen Verfahrens wurde 1947/1948 von der Curlator Corp./USA als Anlage unter dem Namen Rando Webber erstmals kommerziell angeboten. Von dieser Zeit an breiteten sich Anlagen diese Art, entwickelt von zahlreichen Unternehmen, sehr rasch aus und erlangten eine große Verbreitung in der Vliesstoffherstellung. Interessant dabei ist, dass auf trockenem Wege auch sehr kurze, nicht verspinnbare Fasern zur Vliesbildung genutzt werden konnten. Flock-Zellstoff konnte gemeinsam mit längeren Fasern verarbeitet werden, was vor allem für die Herstellung von saugfähigen Vliesstoffen für Hygiene-, Medizin- und Reinigungsprodukte enorme Bedeutung erlangte.
Großen Einfluss auf die weitere Entwicklung der Vliesstoffherstellung nahmen ab den 1950er Jahren die Interessen der Chemieindustrie an diesem sich neu entwickelnden Absatzmarkt, insbesondere die sich in dieser Zeit stärker ausweitende Chemiefaserherstellung und die Erzeugung von Kunststoffdispersionen als Bindemittel für die Vliesstoffindustrie. Diese Zweige der Kunststofftechnik und die Kunststofferzeugung wurden damit neben der Textil- und Papierindustrie zum wichtigen, wenn nicht gar wichtigstem Standbein der Vliesstoffherstellung. Von Bedeutung für die Vliesstoffherstellung wurde die Produktion von speziellen Bindefasern, die als sogenannte Klebefasern als Bindemittel bei thermischen Verfestigungsverfahren eingesetzt werden konnten. Später kamen wieder die schon in den 1930er Jahren erfundenen Bikomponentenfasern, d. h. Fasern mit zwei unterschiedlichen Bestandteilen, meist als Kern-Mantel-Fasern mit einem gegenüber der Hauptkomponente, dem Kern, bei niedrigeren Temperaturen schmelzbarem Mantel bei der durch Wärmeeinwirkung zur Verfestigung gebrachten Vliesstoffe zum Einsatz. Dazu kamen Erfindungen von Insel-im Meer-Fasern, bei der feinste Faserfibrillen in einer Matrix eingeschlossen werden, die nach der Vliesbildung aufgelöst werden und ein entsprechendes Vlies aus Feinstfasern, die den Kollagenfasern des Leders in ihrer Feinheit nahe kamen, zurückließ, das z. B. für eine Verklebung mit Polyurethan geeignet war. Als Ergebnis wurden ab 1973 Vliesstoffe erhalten, die als Lederersatz dienen konnten (z. B. Alcantara). Bedeutung für die Vliesstoffherstellung erlangten in späteren Jahren die Herstellung von Bikomponenten-Folien, die durch Fibrillieren oder Splitten zu Vliesen umgewandelt werden konnten und anschließend überwiegend mit mechanischen Verfestigungsverfahren zu Vliesstoffen verfestigt wurden.
Noch wesentlich größere Relevanz erlangten die in den 1950er Jahren insbesondere von den Firmen DuPont/USA und Freudenberg/Deutschland durchgeführten Entwicklungsarbeiten zur Herstellung von Vliesstoffen, bei denen direkt aus einer Polymerschmelze Filamente (Endlosfasern, Elementarfäden) durch in einem Spinnbalken nebeneinander angeordnete Düsen extrudiert und verstreckt werden und mit üblichen Faserdurchmessern von 10 bis 35 µm auf einem Ablage- und Transportband abgelegt werden. Diese Endlosfaserschichten werden zusätzlich mittels Kalanderwalzen verfestigt und ergeben sogenannte Spinnvliesstoffe (spunbonded nonwovens, spunlaid nonwovens), eine Variante der durch Extrusionsverfahren hergestellten Vliesstoffe. Typischerweise werden damit Vliesstoffe mit einer Flächenmasse zwischen 10 und 200 g/m² hergestellt, wobei zur Erhöhung der Flächenmasse, aber auch zur Verbesserung der Gleichmäßigkeit aus mehreren hintereinander angeordneten Spinnbalken Vliese übereinander abgelegt und anschließend verfestigt werden. Bekannt war so ein Herstellungsverfahren allerdings schon seit der Anmeldung des US-Patents 2336745 im Jahre 1941 1965 kam es sowohl durch DuPont bzw. Freudenberg zur Produktionsaufnahme von Spinnvliesstoffe auf Polyesterbasis (Reemay bzw. Viledon).
Im Laufe der Jahre kamen zahlreiche Verfahrensvarianten zur Erzeugung von Schmelzspinnvliesstoffen vor allem hinsichtlich der verwendeten Polymere hinzu (u. a. Polypropylen, Polyamid, Polyethylen), aber auch Spinnvliesstoffe mit Filamenten auf Kern-Mantel-Basis erlangten Bedeutung. Die zur Herstellung solcher Vliesstoffe verwendeten Anlagen wiesen von Anfang an einen hohen Automatisierungsstand auf und wurden im Laufe der Jahre immer weiter hinsichtlich ihrer Anlagengeschwindigkeit und Anlagenbreite verbessert, um die wachsenden Bedarfsmengen an Vliesstoffen insbesondere im Hygiene- und Medizinbereich abdecken zu können.
Ab Mitte der 1950er Jahre wurde von der Firma DuPont/USA ein spezielles Verfahren, das Flash-Spinning-Verfahren (Entspannungsverdampfungs-Spinnvliesverfahren) entwickelt, bei dem aus einer in einem Autoklaven unter hohem Druck stehenden überhitzten Lösung von Polyethylen hoher Dichte (PE-HD), die durch Düsen geleitet wird und es am Düsenaustritt zu einer explosionsartigen Entspannung kommt. Die aus der Düse heraustretenden Filamente werden dabei fibrilliert und als dreidimensionale Feinstfaser-Netzwerke (Faserdurchmesser zwischen 0,5 und 10 µm) auf einem Ablage- und Transportband abgelegt. Anschließend werden diese Faserschichten mittels Kalandern unter Druck und Wärme verfestigt. Seit 1967 wird diese Art eines Feinstfaservliestoffes unter dem Markennamen Tyvek in verschiedenen Produktvarianten exklusiv von DuPont produziert.
Eine weitere Verfahrensgruppe zur Bildung von Vliesen direkt aus Polymerschmelzen ist in den frühen 1970er Jahren im Markt eingeführt worden, nachdem es dazu schon 1956 eine erste Veröffentlichung vom Naval Research Laboratory, Washington, gab. Diese durch das Schmelzblasverfahren (meltblowing process) erzeugten und auf einer gleichzeitig als Transportband genutzten Ablagefläche abgelegten Fasern (eine Mischung von Endlosfasern und meist kürzeren Faserfilamentabschnitten, die durch die hohe Belastung beim Verstrecken der Fasern in der Heißluft entstehen) wiesen Faserdurchmesser von üblicherweise zwei bis sieben Mikrometer (µm), so dass eine sehr hohe Dichte des abgelegten Vliese erreicht werden konnte und damit insbesondere für die Filtration bzw. als Barrierematerial wegen des hohen Abscheidegrades feinster Partikel interessant wurden. Vom Konzept ging dieses Verfahren auf die schon vor 1840 bekannte Erzeugung von Mineral- und Schlackenwollen zurück. Der US-Konzern Exxon entwickelte das Schmelzblasverfahren auf der Basis verschiedener schmelzbare Polymere Ende der 1960er/Anfang der 1970er Jahre zur Marktreife, so dass schon Anfang der 1970er Jahre auf solchen Anlagen produziert werden konnte und Glasfaservliesstoffe in den Filtern von Schutzmasken durch diese neue Produktgruppe aus unzerbrechlichen Fasern ersetzt werden konnte. Eine Weiterentwicklungen des Verfahrens durch den Anlagenbauer Hills Inc./USA soll sogar Fasern mit einem Durchmesser von unter 400 Nanometern (nm), die in diesem Anwendungsgebiet meist als Nanofasern bezeichnet werden, zu einem Vlies fügen können. Die Festigkeit dieser Faserstrukturen, die nach dem Schmelzblasverfahren erzeugt werden, sind bei niedrigen Flächenmassen der Produkte aber zu gering, weshalb sie einer beidseitigen Abdeckung bedürfen und damit zur Entwicklung und Produktion kombinierter Vliesstoffe aus Spinnvliesen (S) und Meltblown-Vliesen(M) führten, die auf einer Anlage durch Hintereinanderschaltung der verschiedenen Fasererzeugungseinheiten hergestellt werden. Diese Vliesstoffe sind unter solchen Bezeichnungen wie SMS- oder SMMS-Vliesstoffe bekannt.
1980 gab Freudenberg/Deutschland bekannt, dass sie durch ein Elektrostatik-Spinnverfahren Polymerfeinstfasern mit einem Durchmesser bevorzugt zwischen ein bis zehn Mikrometer (µm) herstellen und in einem Produktionsschritt zu gleichmäßigen Vliesen ablegen konnten. Die Faserlängen erreichten einige Millimeter bis einige Zentimeter. Dieses Vlies bedingte wegen der geringen mechanischen Festigkeit der Fasern eine beidseitige Abdeckung mit anderen Vliesen. Die Anwendung des letztendlich entstandenen Verbundvliesstoffes lag in der Feinstfiltration für Luft (z. B. Taschenfilter oder Atemschutzmasken). Das von Freudenberg beschriebene Verfahren lehnte sich dabei offensichtlich an Entwicklungsarbeiten der Bayer AG/Deutschland an, die in der Offenlegungsschrift 2328013 „Verfahren zur Herstellung von Faserfiltern durch elektrostatisches Spinnen“ vom 1. Juni 1973 niedergelegt sind. Mit diesem elektrostatischen Spinnverfahren, das schon von dem deutschen Anton Formhals in den 1930er Jahren in mehreren Patenten beschrieben wurde (z. B. als erstes im DRP –Nr.. 661 204 vom 1. Dezember 1934) und zu denen ab den 1970er Jahren/Anfang der 1980er Jahre eine Vielzahl weitere Patente hinzukamen, werden neben Polymeren aus Schmelzen vor allem solche aus Polymerlösungen zu Feinstfaservliesen umgewandelt, wie Polycarbonatfasern, die einen Elektreteffekt erhalten und somit zur Abscheidung von Staubpartikeln in Feinstfiltern noch wirkungsvoller beitragen. Ziel der neueren Entwicklungsarbeiten ab Ende der 1990er Jahre/Anfang der 2000er Jahre von zahlreichen Instituten war und ist es, gesichert Fasern mit einem Durchmesser im unteren Nanometerbereich herzustellen und zu Faserschichten abzulegen, weil mit solchen Faserdurchmessern noch effektivere Filter- und Sperrschichtvliesstoffe hergestellt werden können. Allerdings gab Anfang der 2000er Jahre die Donaldson Company aus den USA bekannt, dass sie Filtermaterialkomplexe unter Anwendung von Vliesschichten aus polymeren Nanofasern, die im Bereich von 250 nm im Durchmesser liegen, schon mehr als 20 Jahre herstellt und für verschiedenste Filterelemente einsetzt.
Ein vom Produktionsumfang sicherlich nicht zu bedeutendes, aber wegen seiner Einmaligkeit interessantes Verfahren erzeugt Endlosfaservliesstoffen auf Zellulose-Basis. Dieses Verfahren macht sich die Löslichkeit der Zellulose (meist Baumwolllinters) in einer wässrigen, kupferoxidhaltigen Ammoniaklösung zu Nutze und beruht auf dem Streckspinnverfahren zur Herstellung sogenannter Kupferseide (Kupferoxidammoniak-Seide) durch das deutsche Unternehmen J. P. Bemberg. Diese „Bemberg-Faser-Technologie“ wurde speziell von Asahi Chemical Industry (ACI)/Japan ab der 1960er Jahre weiterentwickelt. Die Entwicklungsarbeiten führten ab 1974 zur Herstellung des Zellulose-Spinnvliesstoffes Bemliese, der hoch saugfähig ist, hohen Hygienestandards entspricht (keine Bindemittel enthalten) und insbesondere wegen der Endlosfasern fusselfrei ist, was z. B. für Reinigungstücher im Reinraum notwendig ist.
Auch für die Verfestigung von Vliesen auf Basis von textilen Spinnfasern kamen neue Verfahren hinzu. Nachdem schon in den 1950er Jahren insbesondere in den damaligen RGW-Staaten ČSR und DDR neue Verfahren zur mechanischen Vliesverfestigung entwickelt wurden, bei denen vorzugsweise Vliese mit zur Verarbeitungsrichtung querliegenden Fasern (Querfaservliese) mittels maschenbildender Garne (z. B. Vliesnähwirk-Verfahren Maliwatt – erste Maschine 1954 in Betrieb in der DDR – oder Arachne-Verfahren in der ČSR) oder durch eine direkte Maschenbildung aus dem vorgelegten Querfaservlies mittels Schiebernadeln (z. B. Faservlies-Wirkverfahren Malivlies) verfestigt werden, begann man Ende der 1950er bis Anfang der 1960er Jahre mit der Entwicklung von Verfahren, bei denen die Fasern eines vorgelegten Vlieses mittels fokussierter Wasserstrahlen verwirbelt und verschlungen und damit das Vlies verfestigt wurde.
Den Anfang hierfür hat die amerikanische Firma Chicopee/USA (integriert in der Polymer Group Inc./USA) gemacht, die mittels einer speziellen Technik Niederdruckwasserstrahlen von Innen aus einer perforierten Trommel heraus gegen das Faservlies., was auf einem offenstrukturierten Siebband auflag, zur Musterung und leichten Verfestigung genutzt hat. Das gemusterte Vlies wurde zusätzlich aber durch Bindemittel verfestigt. Diese sogenannte Keybak-Technologie ist noch insbesondere für die Herstellung von Vliesstoffen für Reinigungstücher im Einsatz. Ab 1969 wurden diese Produkte kommerziell produziert. In den 1960er Jahren liefen Entwicklungsarbeiten von DuPont zur Herstellung von Vliesstoffen unter Nutzung von Wasserstrahlen zur Verwirbelung und damit Verfestigung der vorgelegten Faservliese. Es wurden Hochgeschwindigkeitsströme von Wasserstrahlen genutzt, so dass eine ausreichende Gesamtverfestigung erreicht werden konnte und damit bindemittelfreie Vliesstoffe erzeugt werden konnten. Unter dem Markennamen Sontara wurden diese „spunlaced“ bzw. „hydroentangled“ Produkte auf dem Markt eingeführt. Verfestigt wurden Polyesterfasern, Viskosefasern oder Mischungen mit Zellstoff zu Vliesstoffen sowohl mit geschlossener als auch gemusterter (apertured) Struktur. Nach der Freigabe der Schlüsselpatente von DuPont im Jahre 1976 begann eine rasante Entwicklung von Anlagen zur Herstellung von mittels Wasserstrahl verfestigten Vliesstoffen. Die erste Herstellungslinie Europas wurde 1983 in Wiesenbad/Sachsen in einem Vorgängerunternehmen der heutigen Norafin Industries/Deutschland in Betrieb genommen. Sie beruhte auf gemeinsamen Entwicklungsarbeiten mit dem Forschungsinstitut für Textiltechnologie, einem Vorgänger des heutigen Sächsischen Textilforschungsinstitut (STFI), Chemnitz/Deutschland. Hergestellt wurden Vliesstoffe für Kompressen und Basismaterialien für die Kunstlederproduktion.
Ab den 1990er Jahren wurden immer mehr kommerzielle Produktionsanlagen aufgebaut, wobei die Anlagenbreiten und Herstellungsgeschwindigkeiten, aber auch die Drücke der Wasserstrahlen erhöht wurden. Es konnten dadurch ab Ende der 1990er Jahre mit Wasserstrahlen verfestigte Vliesstoffe mit bis zu 400 g/m² und mehr als auch mit Gewebeeinlagen (APEX-Technologie, PGI/USA) kommerziell produziert werden, die damit in Konkurrenz zu Nadelvliesstoffen im Filtermedien-Bereich gehen konnten und aufgrund der gleichmäßigen Oberfläche sogar Vorteil erzielten. Ein weiterer Schritt war die erste Spinnvlies-Spunlace-Anlage, die 2000 von Freudenberg Deutschland in Betrieb genommen wurde. Dabei werden splittbare Bikomponenten-Filamente (z. B. als Tortenstruktur aus PA/PET-Abschnitten aufgebaut) auf Spinnvliesvorrichtung extrudiert, als Vlies abgelegt und mit Wasserstrahlen beschossen, wodurch es zu einer Splittung der Fasern in Feinstfilamente von ca. 0,15 dtex kommt, die verwirbelt und damit verfestigt werden. Es entstehen dadurch Vliesstoffe mit einem sehr textilen Charakter mit einem breiten Anwendungsbereich. Auf dem Markt befinden sie sich unter dem Markennamen Evolon.
Alle die hier in ihrer historischen Entwicklung beschrieben Vliesbildungs- und Vliesverfestigungsverfahren sind in der Anwendung, verschoben haben sich nur ihre Anteile am Gesamtumfang der Vliesstoffherstellung, so war in den 1950er und 1960er Jahren der Anteil von Bindemitteln verfestigten Vliesstoffe noch bedeutend höher. Ständige Verbesserungen hinsichtlich der Effizienz der Verfahren und der Qualität der Vliesstoffe durch Nutzung neuester Überwachungs- und Steuerungstechnik sind kennzeichnend für die Produktion von Vliesstoffen seit ihrer Markteinführung. Angefangen mit einigen Tausend Tonnen Anfang der 1940er Jahre, wurden 2012 etwa acht Millionen Tonnen Vliesstoffe weltweit produziert.